# تايلر فيشر
تايلر فيشر (بالإنجليزية: Tyler Fisher)‏ هو لاعب اتحاد الرغبي جنوب أفريقي، ولد في 19 نوفمبر 1993 في Westville, KwaZulu-Natal ‏ في جنوب أفريقيا.